# Polizeiruf 110: Das Licht, das die Toten sehen
Das Licht, das die Toten sehen ist ein Fernsehfilm aus der Krimireihe Polizeiruf 110. Der von Bavaria Fiction für den Bayerischen Rundfunk produzierte Beitrag wurde am 15. Mai 2022 im Ersten erstgesendet. Es ist die 398. Episode des Polizeiruf 110 und der fünfte Fall der Ermittlerin Elisabeth Eyckhoff.

## Handlung
Kriminaloberkommissarin Elisabeth ‚Bessie‘ Eyckhoff untersucht den Tod der 16-jährigen Laura Langhammer. Das junge Mädchen wurde von Pfadfindern, halb verscharrt und in Plastik gewickelt, aufgefunden. Die Obduktion ergibt, dass das Opfer erstochen wurde und zuvor Drogen konsumiert hatte. Gemeinsam mit dem ehemaligen Streifenpolizisten Dennis Eden, der mittlerweile auch zur Mordkommission gewechselt ist, sucht Bessie Eyckhoff nach Hinweisen und stößt dabei auf einen früheren Fall: das Verschwinden der damals ebenfalls 16-jährigen Anne Ludwig. Bis heute blieb der Fall ungeklärt. Als in den Medien Berichte über den aktuellen Leichenfund erfolgen, findet sich die Mutter von Anne Ludwig bei der Polizei ein, da sie befürchtet, dass es sich bei dem Opfer um ihre Tochter handelt. Kommissarin Eyckhoff kann die Frau aber beruhigen. Ihr fällt allerdings die Ähnlichkeit von Laura Langhammer mit Anne Ludwig auf. Zudem hatten beide das gleiche Hobby: Eislaufen im „Eistanz-Palast“, einem Münchner Treffpunkt der Heranwachsenden und Umschlagplatz von Drogen.
Stammkundin im „Eistanz-Palast“ ist unter anderen Stefanie Reither, die hier mit Drogen handelt und es versteht, neue Kunden zu ködern. Aktuell hat sie eine Bekanntschaft zu einem jungen Mädchen aufgebaut, dem sie Drogen versprochen hat, die Karo sich aber erst „verdienen muss“. Zu diesem Zweck drängt sie die Jugendliche, als Mutprobe, von einer Brüstung in die Tiefe zu springen. Die versprochenen Drogen gibt sie ihr dann aber doch nicht.
Kommissarin Eyckhoff und ihr Kollege Dennis Eden befragen die Jugendlichen, die regelmäßig im „Eistanz-Palast“ Schlittschuhlaufen. Sie erhoffen sich von deren Handyvideos Aufschluss über Kontakte von Laura Langhammer. Das ist zwar nicht zielführend, doch entdeckt Eyckhoff auf einem der Videos Anne Ludwigs Mutter, wie sie mit Laura Langhammer zu sprechen scheint. Daher kontaktiert die Kommissarin Nadine Ludwig, um dahinter zu kommen, was die Frau umtreibt. Laut Aktenlage der Polizei hatte ihr Mann sie sogar schon einmal angezeigt, weil sie ihre Tochter geschlagen hätte. Da Ludwigs Tochter aufgrund des Vorfalls weggelaufen war vermuten die Ermittler, dass Anne auch diesmal „nur“ weggelaufen sein könnte, um dem häuslichen Unfrieden zu entfliehen. Möglicherweise steht Nadine Ludwig aber auch in einem direkten Zusammenhang mit Annes Verschwinden. Diese Vermutung wird durch eine Aussage von Stefanie Reither erhärtet, die auf dem Polizeirevier erscheint und Nadine Ludwig beschuldigt ihr permanent nachzustellen. Sie würde seit Wochen immer wieder im „Eistanz-Palast“ auftauchen und sie ansprechen, aber auch vor Reithers Wohnung wäre sie aufgetaucht. Eyckhoff erkennt schnell, dass Reither lügt. Für die Kommissarin Grund genug, sich in Reithers Wohnung umzusehen. Hier staunt Eyckhoff nicht schlecht, als sie eine komplette Fotowand vorfindet samt Notizzettel zu Aktivitäten, die auf eine gezielte Kontaktaufnahme zu jungen Mädchen hinweisen, bzw. eine Art Observierung dokumentieren. Auf den Fotos sind sowohl Laura Langhammer als auch Anne Ludwig zu finden und am Ende entdeckt Eyckhoff auch ein Foto von sich. Alles deutet darauf hin, dass Reither gemeinsam mit ihrem drogenabhängigen Halbbruder, Patrick Kundisch, agiert. Im Verhör, das Eyckhoff sehr geschickt führt, schiebt Reither alle Schuld auf ihren Bruder. Er hätte sie komplett manipuliert. Doch schon bald erklärt sie, dass Patrick ihr langweilig geworden wäre, zumal er sich permanent unter Drogen gesetzt hätte. Anfangs hätte er noch mit ihr Spielchen gespielt. Es sei „faszinierend gewesen, was die Leute alles machen würden, wenn sie was wollen. Wozu man sie bringen konnte. Es sei so, als würde man einen Hund dressieren.“ Patrick hätte sich „eine rausgepickt“ und zu seinem Spielzeug gemacht. „Sie hätten dann alles für ihn gemacht, was dann am Ende auch langweilig geworden sei. Deshalb hätte er sie dann umgebracht, weil es einfach gewesen wäre.“ Eyckhoff ist aber aufgrund der Art und Weise, wie Reither über die Taten berichtet klar, dass sie nicht von Patrick spricht, sondern von sich selbst. Sicher ist allerdings, dass er stets die Leichen „entsorgt“ hatte. So verrät er am Ende den Fundort von Anne Ludwig, sodass ihre Mutter endlich abschließen kann.

## Dreharbeiten
Der Film wurde vom 8. November 2021 bis zum 6. Dezember 2021 in München und Umgebung gedreht.

## Rezeption

### Einschaltquote
Die Erstausstrahlung von Polizeiruf 110: Das Licht, das die Toten sehen am 15. Mai 2022 wurde in Deutschland insgesamt von 6,36 Millionen Zuschauern gesehen und erreichte einen Marktanteil von 23,1 Prozent für Das Erste. In der als Hauptzielgruppe für Fernsehwerbung deklarierten Altersgruppe von 14–49 Jahren erreichte Das Licht, das die Toten sehen 1,08 Millionen Zuschauer und damit einen Marktanteil von 17,0 Prozent in dieser Altersgruppe.

### Kritiken
Thomas Gehringer schrieb für tittelbach.tv: „Der fünfte Film aus der Krimi-Reihe mit der wieder famosen Verena Altenberger ist ein düsteres Bilderrätsel aus einer Hochhaussiedlung, von Filippos Tsitos stilsicher und bildstark in Szene gesetzt. Der Regisseur setzt auf die Ausdruckskraft der Gesichter und die Atmosphäre der Schauplätze. Neben Altenberger als kluger, einfühlsamer Kommissarin, deren Privatleben weiterhin eine Leerstelle bleibt, beeindrucken Anna Grisebach & Zoë Valks in diesem Drama über menschliche Gefühllosigkeit und die traumatischen Folgen für Hinterbliebene.“
Bei film-rezensionen.de wertete Oliver Armknecht: In dem ‚Polizeiruf 110: Das Licht, das die Toten sehen‘, gelingt es nur schwer „einen Zugang zu finden. Zum Teil ist das sicher so auch gewollt: Der Film taucht in einen Mikrokosmos ein, der die Beteiligten sichtlich fasziniert. Der sie aber auch ratlos zurücklässt, wenn alles fremd ist und von dem Versuch geprägt, in der Sinnlosigkeit einen Sinn zu entdecken.“ „Am Ende ist selbst Mord nichts, was eine wirkliche Reaktion hervorruft. Man begeht ihn, weil man es kann, nicht weil es irgendwie zwingend gewesen wäre oder etwas verändern würde. Das ist auf eine gewisse Weise schon provokativ, wenn es das Publikum mit all dem mehr oder weniger alleine zurücklässt. Spannend ist der Film jedoch kaum, als Generationenporträt letztendlich auch zu nichtssagend.“
Christian Buß von Spiegel Online lobte: „Die Klasse dieses Krimis zeigt sich auch daran, wie sich nach der zaghaften Annäherung an die Teenager Handlung und Haltung auf den letzten Metern zuspitzen – und sich die Kommissarin klar positioniert zu der Frage, wer Opfer und wer Täterin oder Täter ist.“
Für Kino.de schrieb Marek Bang: „Auch wenn die Chemie zwischen Verena Altenberger und Stephan Zinner auf Anhieb stimmt, über 90 Minuten können auch die beiden nicht verhindern, dass der erstaunlich zäh dahinwabernde Kriminalfall eher zum Einnicken auf der heimischen Couch animiert als zum gespannten Nägelkauen vor dem Fernseher. Bleibt nur zu hoffen, dass sich die kommenden Münchner ‚Polizeirufe‘ wieder mehr an den Anfängen ihrer Heldin orientieren und an den bis dato famosen Ritt anknüpfen. “
spiegel.de wertete: Es geht „Mord aus Überdruss am Leben, das war die bittere Pointe dieses »Polizeirufs«, der konsequent die Lebenswelt moderner Teenager auslotete, ohne sich in staksige soziologische Betrachtungen zu begeben. In diesem Krimi wurden Teenager ernst genommen – auch als moralische Wesen, die bei aller Verstrahltheit zwischen Gut und Böse unterscheiden können müssen.“